# 成都国际金融中心

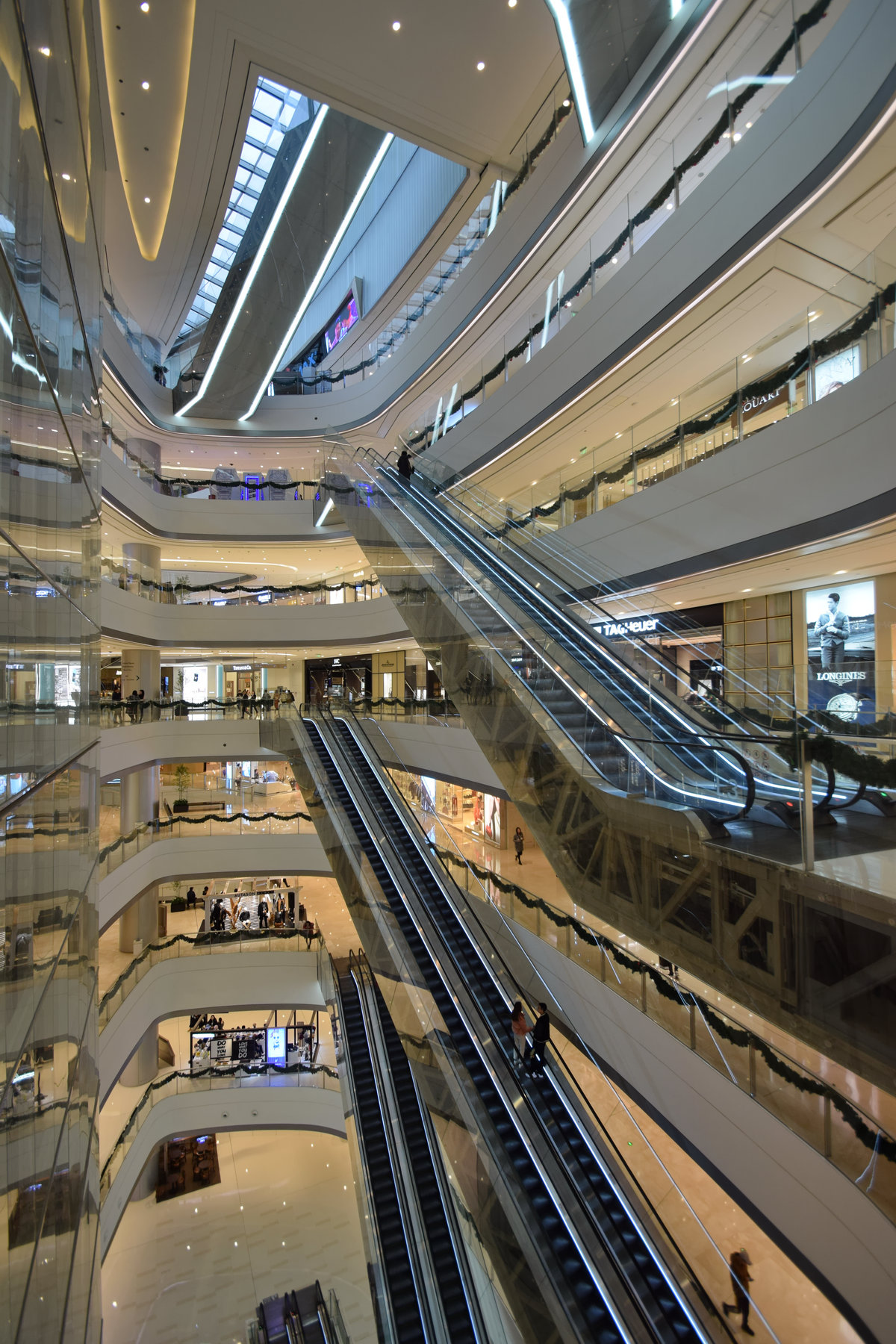
成都IFS商场中庭

成都国际金融中心（Chengdu International Finance Square，简称成都IFS或成都国金中心），是九龙仓集团在中华人民共和国四川省成都市锦江区红星路建设的一座城市综合体。综合体以香港海港城为模版建设，目前是成都市已建成最高的摩天大楼和成都市的地标性建筑。它总体量76万平方米，耗资170亿人民币，包括两座248米高、50层、总面积29万平米的超甲级写字楼、一座8层楼高共21万平米的购物中心、一家有230间客房的酒店和一家7.6万平米的服务公寓。该综合体在2014年实现购物中心开业，2013-2015年三座办公楼开业，2015年酒店开业，2016年底服务公寓开业。其内部的购物中心现为成都奢侈购物场所之一，拥有连卡佛百货、路易威登、迪奥、阿玛尼等众多奢侈品牌店面。其外墙上由美国艺术家劳伦斯·阿金特设计的熊猫雕塑“I am Here”也在移动互联网时代成为成都的“网红”景点。

## 历史
2007年9月20日，九龙仓集团以8800万元/亩的高昂开价击败太古、恒隆、华润、新鸿基和新世界等地产商拍卖得到了成都红星路原成都百货地块，而这次拍卖也创下了成都土地拍卖的成交价记录，被称为“红星路地王”。按照成都市政府提出的开发条件，九龙仓需要在8个月内开工项目并在3年半以内竣工投入使用。但是在2008年4月中旬，在该地块发掘出宋代水利及街市遗址，使得工程一度陷入停滞；在国家文物局提出遗址不可破坏的要求后，九龙仓与成都市政府一度陷入僵持，甚至传言九龙仓将退出开发。在5月的汶川大地震影响下，IFS施工更是难以按照原速进行，并对设计方案进行了修改。最终，成都IFS实际耗时5年，于2013年竣工，并在2013年底至2016年下半年将各部分陆续开放投入使用。

## 设计特点
成都国际金融中心是成都市目前已建成的最高的摩天大楼，也是成都市第三高的建筑物（仅次于339米高的四川广播电视塔和建设中的成都绿地中心）。它采用现代主义风格，拥有简单明快的“玻璃盒子”外观。项目借鉴了九龙仓香港海港城的设计思路，以“城中城”理念设计。

### 购物中心
成都IFS的购物中心部分由英国贝诺建筑设计咨询公司设计，建筑面积达21万平方米。商业裙楼整体为简洁明了的长方形体块，主力店面则以数个错落的“玻璃盒”插入原本规整的立面上，在红星路一侧形成了530米长的高端商业街形象。在主入口处，一组跨越三层楼的扶梯将人流引入购物中心高层，增强了购物中心各楼层的人气。购物中心7楼为超过10000平方米的开放露天花园，连通酒店与购物中心，为不定期的文化和艺术展览提供场所，同时也为市民提供了休憩的空间。购物中心1楼江南馆街一侧入口处布置有“古迹广场”，其玻璃地面下方即为唐宋时期的江南馆街街坊遗址。按照设计方的介绍，这样的设计“形成‘脚下是历史，头顶是世界’的新奇景观”，既维持了历史遗迹风貌，又避免了传统陈列馆对购物中心人流的负面影响。
购物中心的交通流线设计继承了香港购物中心的一贯风格：入口通过三层的扶梯实现“双首层”设计，让人流同时在1楼、3楼聚集，提高了高楼层的使用率，也使得众多奢侈珠宝钟表品牌和连卡佛百货得以在高楼层入驻。与此同时，购物中心从纱帽街又向3层引入了一条泊车通道，让客流更容易抵达3楼。在建筑内部，单层和双层扶梯被大量运用。同时，有10部直升电梯被布置在商场显眼处，并且在停靠楼层上进行区分以方便顾客快速垂直通行。
购物中心内部设置了多层次的市民空间提供开阔感，7层的天窗将自然光线充分引入从地下2层到6层的室内空间。内部空间上，成都IFS采用“步行街”概念，用流线型的走廊和两层高的室内店铺立面营造出室外步行街的假象。室内采用中性化的、简洁的设计风格，使得顾客关注重点落在店铺本身上。这样的设计风格也利于未来的翻新整修。
购物中心地下1、2层为“家庭区”，布置有平价食肆、玩具店、超市、书店和溜冰场等设施，这两层采用咖啡色人造石板铺设地面以营造温馨、欢迎的气氛。1到3层则为“高区”，主要布置高档店面，采用米黄色大理石地面和双层店面设计，营造简洁优雅、宁静安适的氛围。4-6层则是“天空区”，主要布置电影院等娱乐区和潮流概念店面，这三层运用了中性化配色方案和白色、浅灰的人造石地面，营造时尚与现代感，同时与7层的花园有机相连。

### 塔楼
成都国际金融中心的塔楼部分由KPF建筑事务所设计。两座主塔楼高达248米，共50层；另有两座稍小的塔楼作为办公室、酒店和公寓使用。塔楼办公区位于第8层至第50层，其中包括3层交易楼层。塔楼设计有层高达10米的首层入口，同时也在3层层高大于9米的电梯大堂与购物中心连接。每座塔楼内有24部客运电梯和2部货运电梯提供服务，其平均等候时间不长于35秒。办公层均有八十余台空调机组提供变频通风，制冷能力为标准楼层150W/㎡、交易楼层170W/㎡。

## 公共艺术装置：I am Here
“I am Here”是美国装置艺术家劳伦斯·阿金特设计的雕塑作品，其形态为一只试图攀登成都IFS购物中心的大熊猫。该装置艺术高13米，重13吨，以雅安的野生熊猫为灵感打造，原计划是作为展示期一年半的临时装置。该雕塑落成后，迅速成为成都IFS甚至春熙路-红星路商圈乃至整个成都市的标志性景观，也因此，九龙仓决定将其保留作为成都IFS的永久艺术装置。同时，该艺术作品落成时还进行了衍生作品慈善拍卖会，筹得资金用于捐助中国大熊猫保护研究中心。

## 使用情况
成都国际金融中心的购物中心部分迅速达到90%以上的出租率，商户不乏博柏利、宝格丽、香奈儿、蔻驰、迪奥、芬迪、路易威登、纪梵希、普拉达、蒂凡尼等奢侈品牌。此外，成都IFS中主力店面还包括连卡佛百货、言几又书店、UA IMAX电影院、冰悦滑冰场等。与成都绝大多数购物中心不同，成都IFS内部餐饮占比只有15%，避免与成都饱和的餐饮业市场正面竞争。目前成都IFS拥有店面近300家。2016年，成都IFS商场收入增长11%，达到38.5亿元人民币；2017年则增长23%达到43.88亿元人民币，出租率达到99%，在九龙仓内地物业中处于领先地位。2018年，商场营业额达51.9亿人民币，为成都之首。
与购物中心的火爆不同，成都国际金融中心的办公楼使用率并不高。在2014年，成都IFS写字楼部分出租面积5万平方米，出租率40%。至2015年8月，成都IFS出租面积仅占写字楼部分总面积的30%。随着后续数年运营的逐渐成熟，成都IFS写字楼的空置率有所降低。
在成都IFS3号塔楼，有九龙仓旗下的高端连锁酒店尼依格罗酒店。该酒店拥有230间套房，房间面积从最小45平方米到最大200平方米。酒店拥有四个餐饮场所：欣厨西餐厅、玥轩中餐厅、悦廊（提供茶点）和酒廊。酒店设置了数个宴会厅，在8楼还拥有一个椭圆形的礼堂，可以俯瞰7楼的屋顶雕塑花园。酒店也提供健身房、泳池、客房餐饮和无线网络服务。
成都IFS4号塔楼坐落有九龙仓旗下的IFS国金豪庭服务式公寓。该公寓提供175个套房，房屋类型涵盖从一居室到三居室。同时公寓亦有健身房、泳池、儿童乐园和专属酒廊提供服务。

## 批评
在成都IFS建设之初，中国国家文物局曾提出须为其地下的江南馆街街坊遗址建设陈列馆进行就地保护和展示。但在项目建成后，成都IFS以汶川地震后节约成本、保持商业动线和维护风水为由，仅在入口处以“古迹广场”为名设置玻璃地面展示地下的一小部分遗址。由于玻璃材质厚重且缺乏明确的指示，顾客和市民很少注意到遗址的存在。这也招致了中国国内文物保护工作者和一些成都市民对项目的批评。在2017年8月，成都市也向国家文物局提出对遗址进行整体提升展示的方案，以达到最初九龙仓承诺的的展示效果。

## 服务信息

### 轨道交通

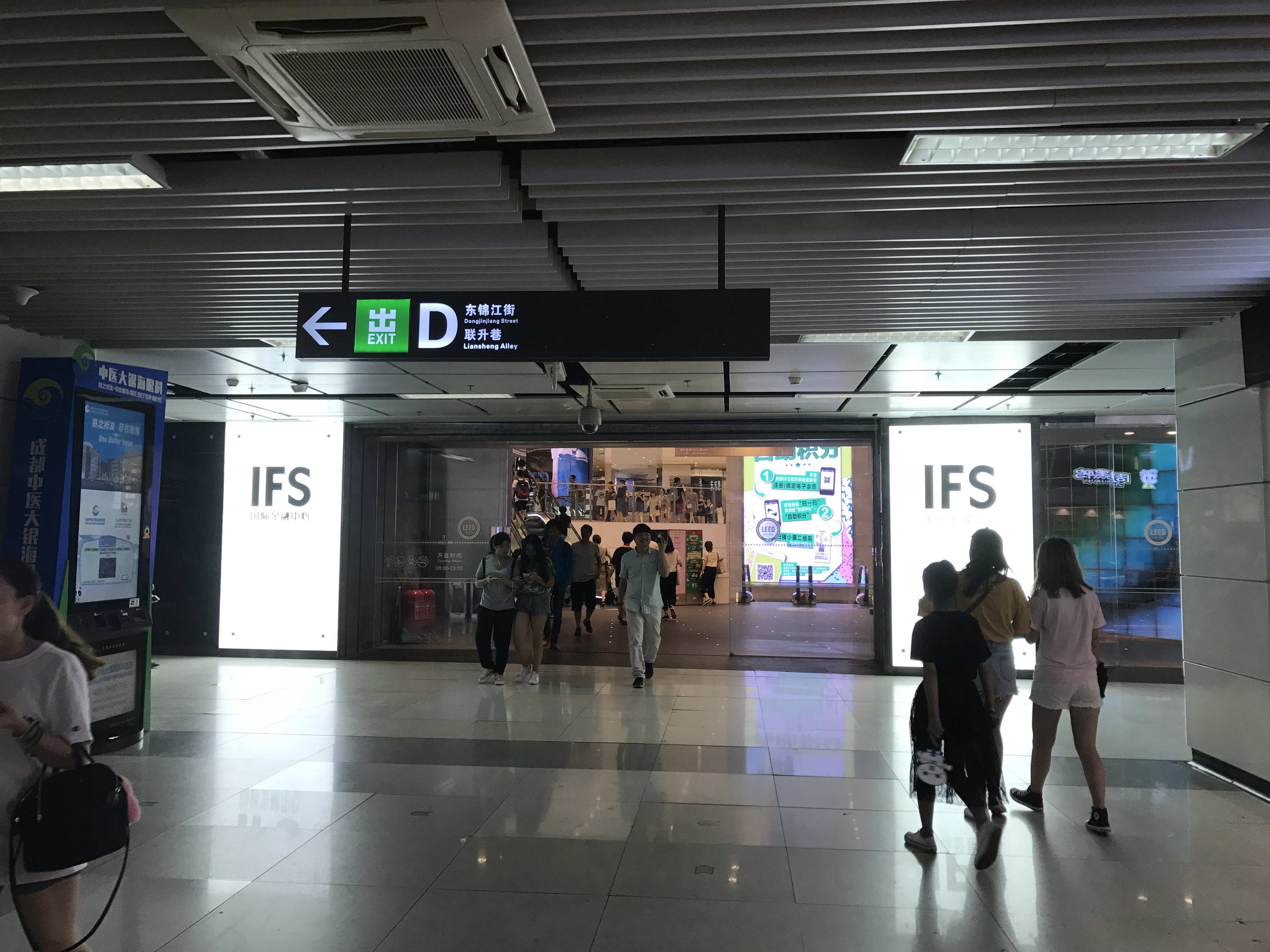
成都IFS与地铁春熙路站的连接通道

成都IFS地下一层、二层之间有夹层直接通往成都地铁2号线、3号线的换乘站点春熙路站。

### 周边

#### 商业
- 成都远洋太古里
- 成都银石广场
- 春熙路商圈
- 伊势丹百货
- 伊藤洋华堂春熙店
- 成都晶融汇

#### 道路
- 东侧：纱帽街
- 南侧：江南馆街
- 西侧：红星路
- 北侧：大慈寺路

#### 历史与文化
- 江南馆街街坊遗址
- 古圣大慈寺

## 图片集

建筑外观
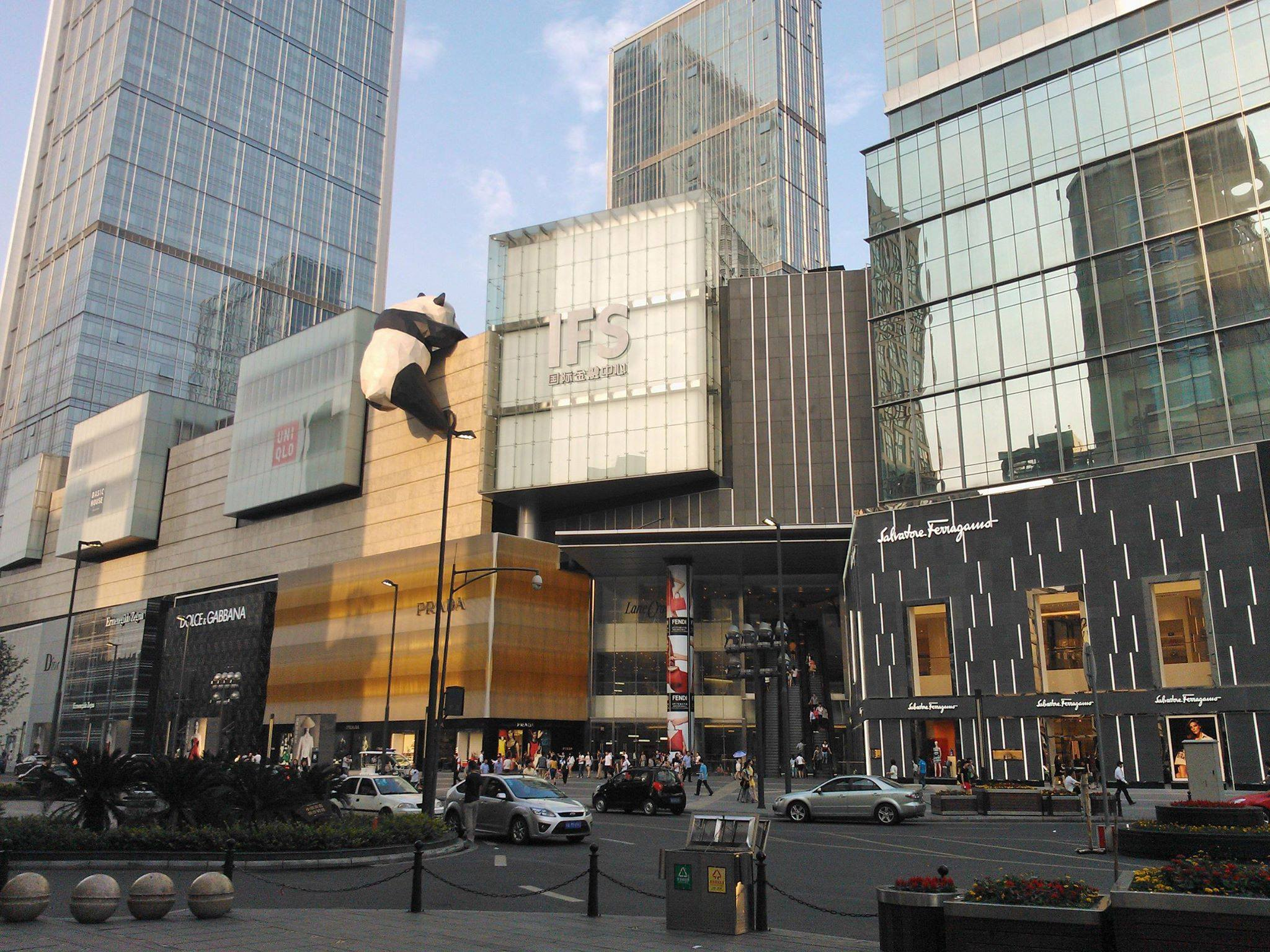
面向红星路的IFS正面全景
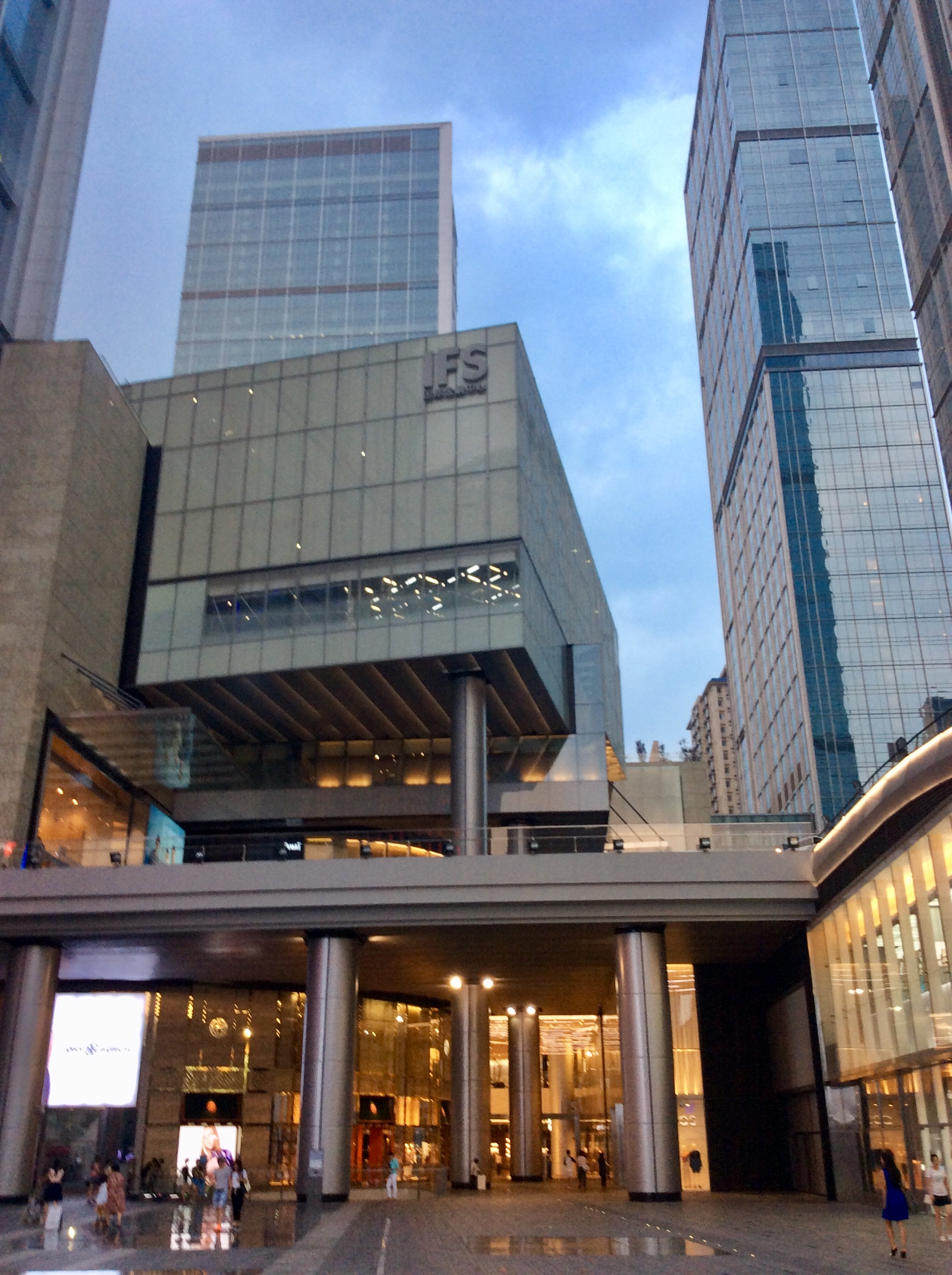
成都IFS面向江南馆街的购物中心入口（即古迹广场）
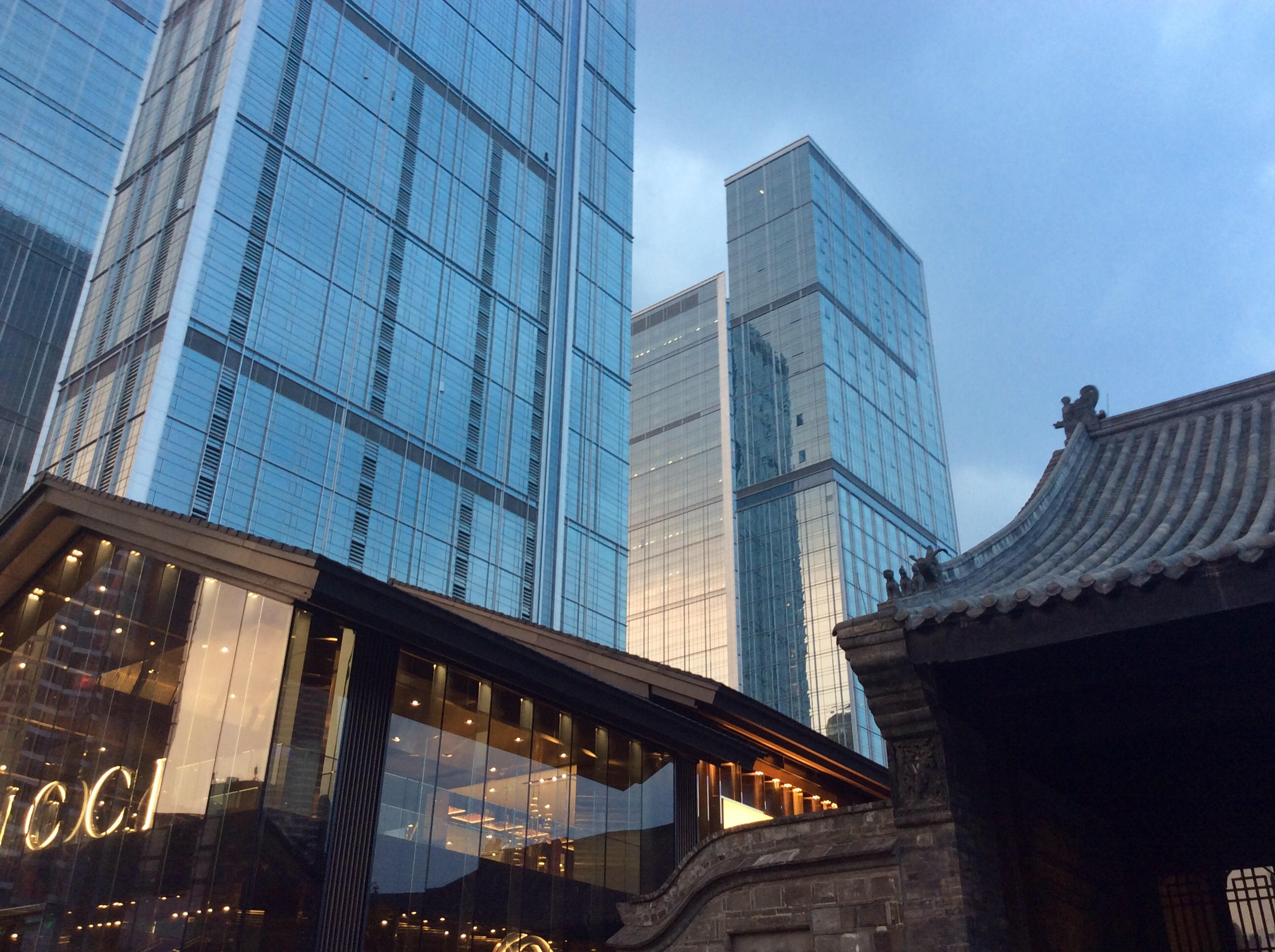
从成都远洋太古里看向成都IFS3、4号塔楼
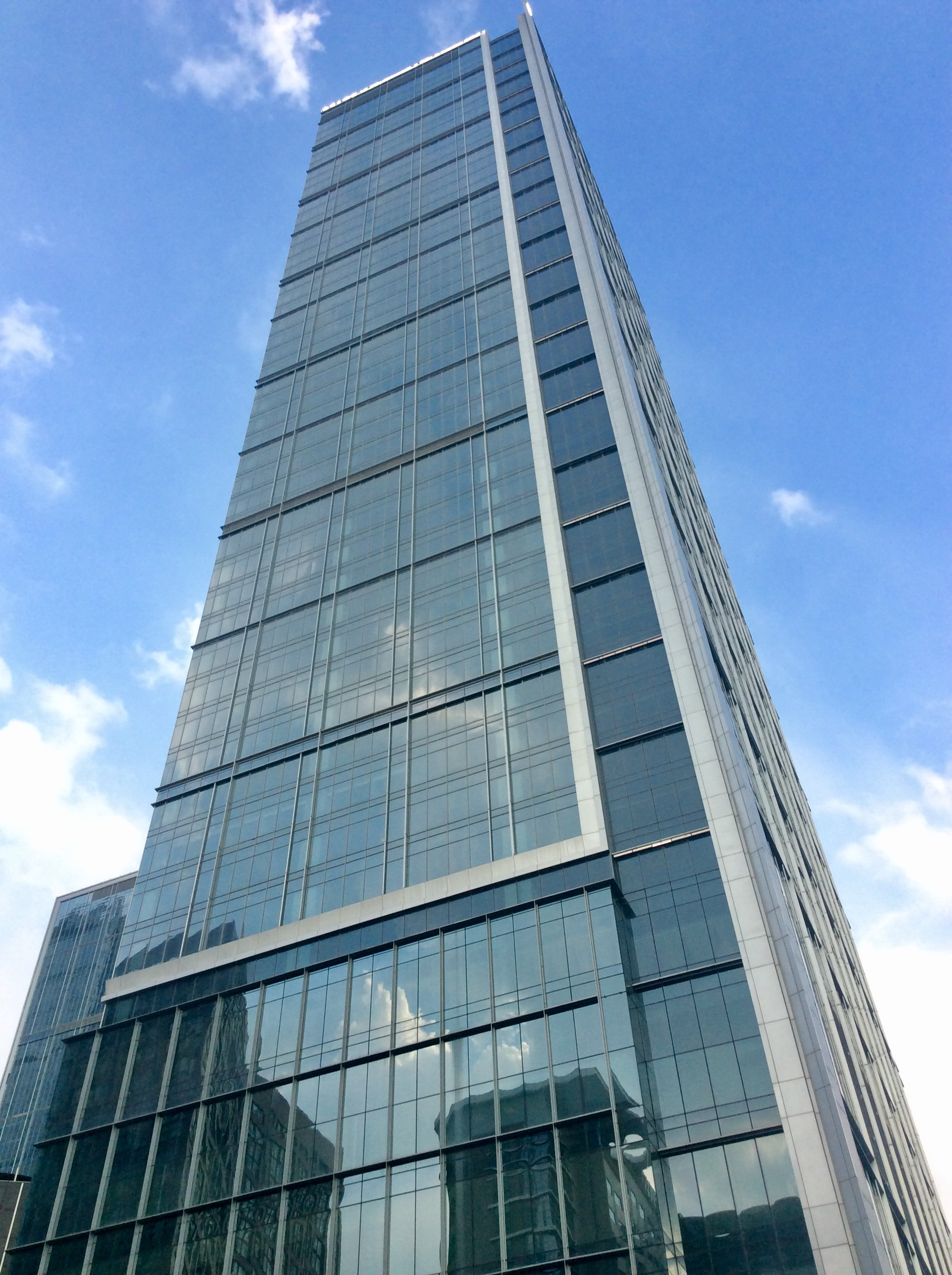
成都IFS2号塔楼

购物中心
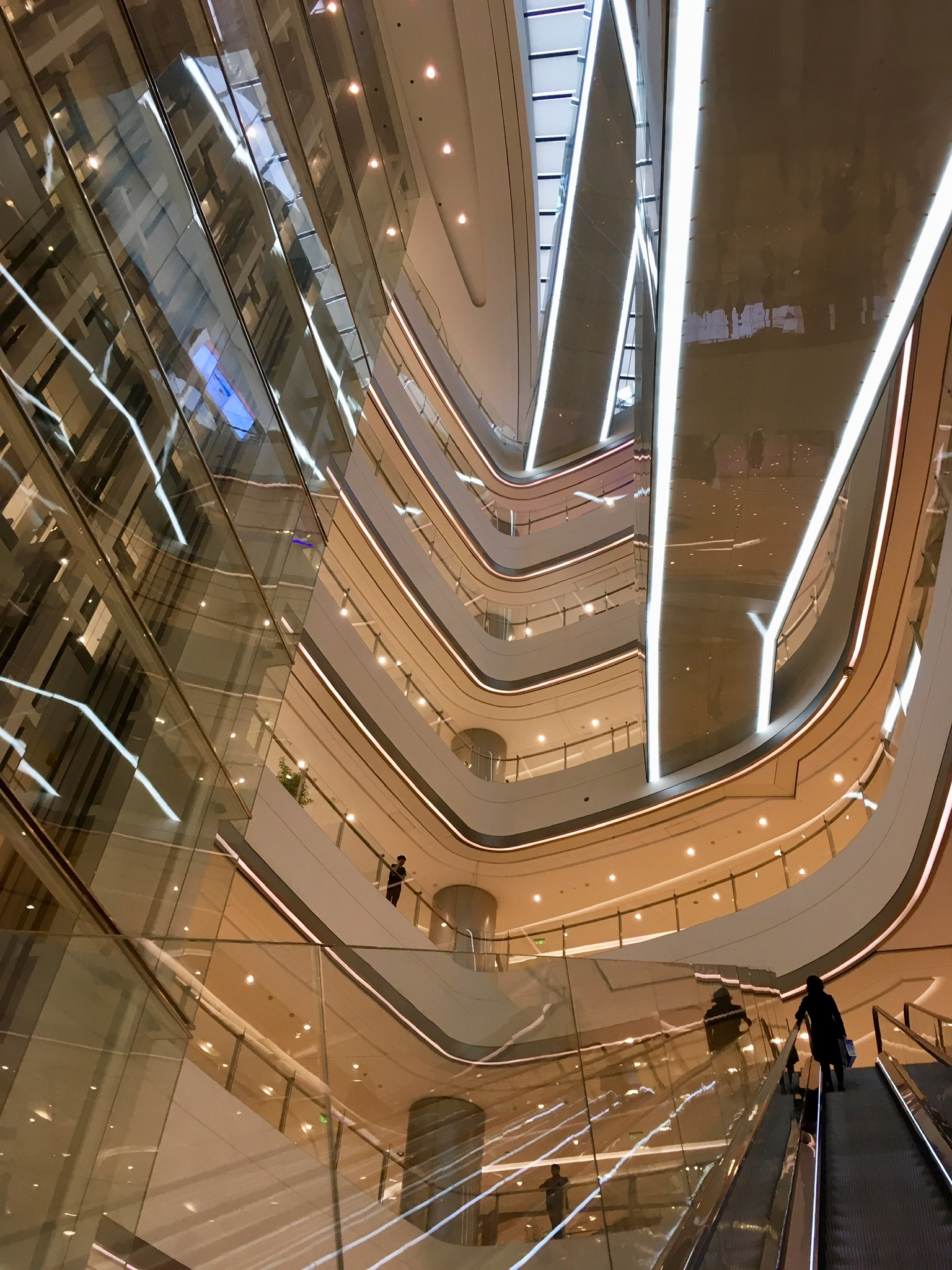
成都国金中心购物中心中庭
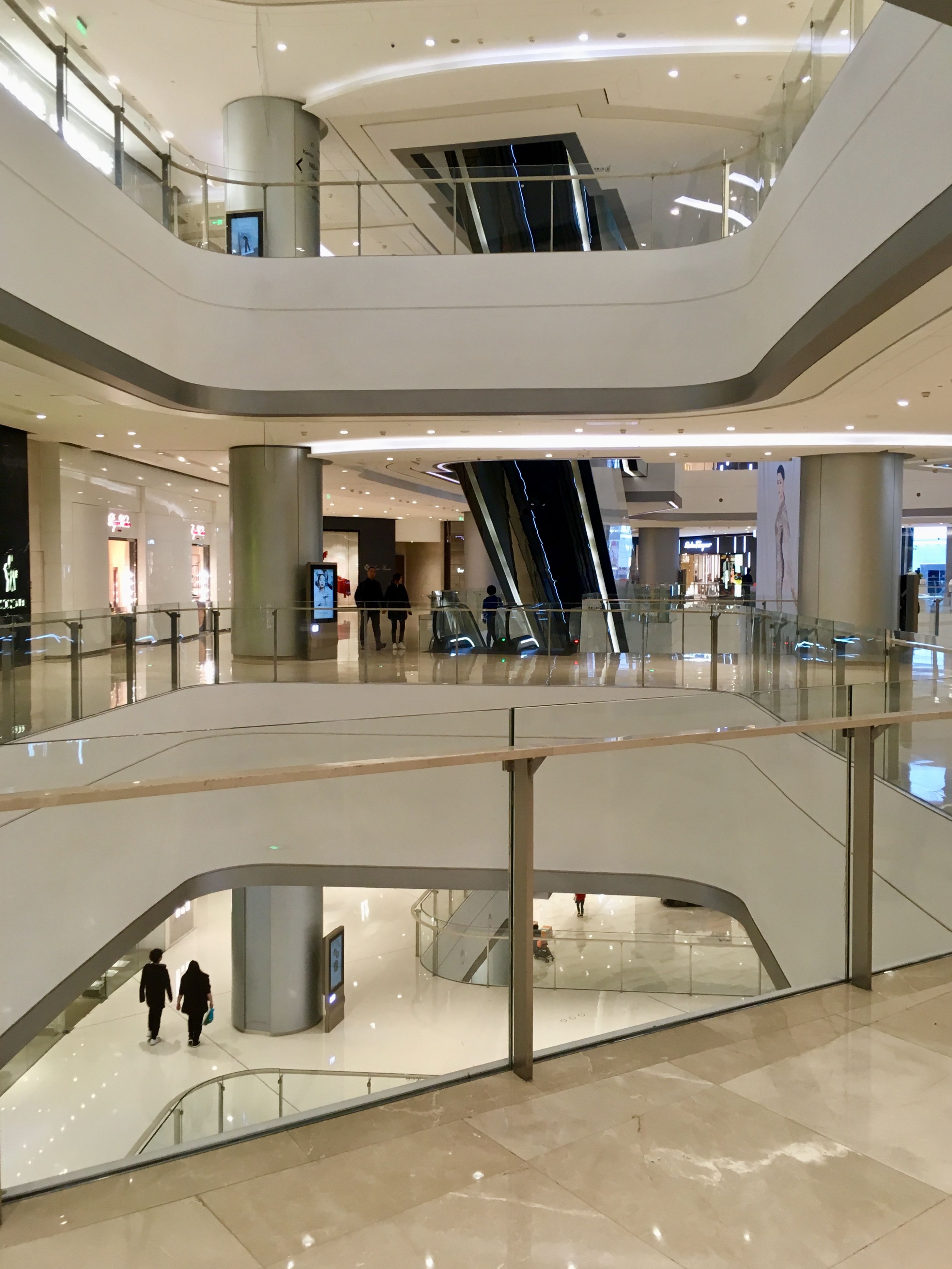
购物中心1楼
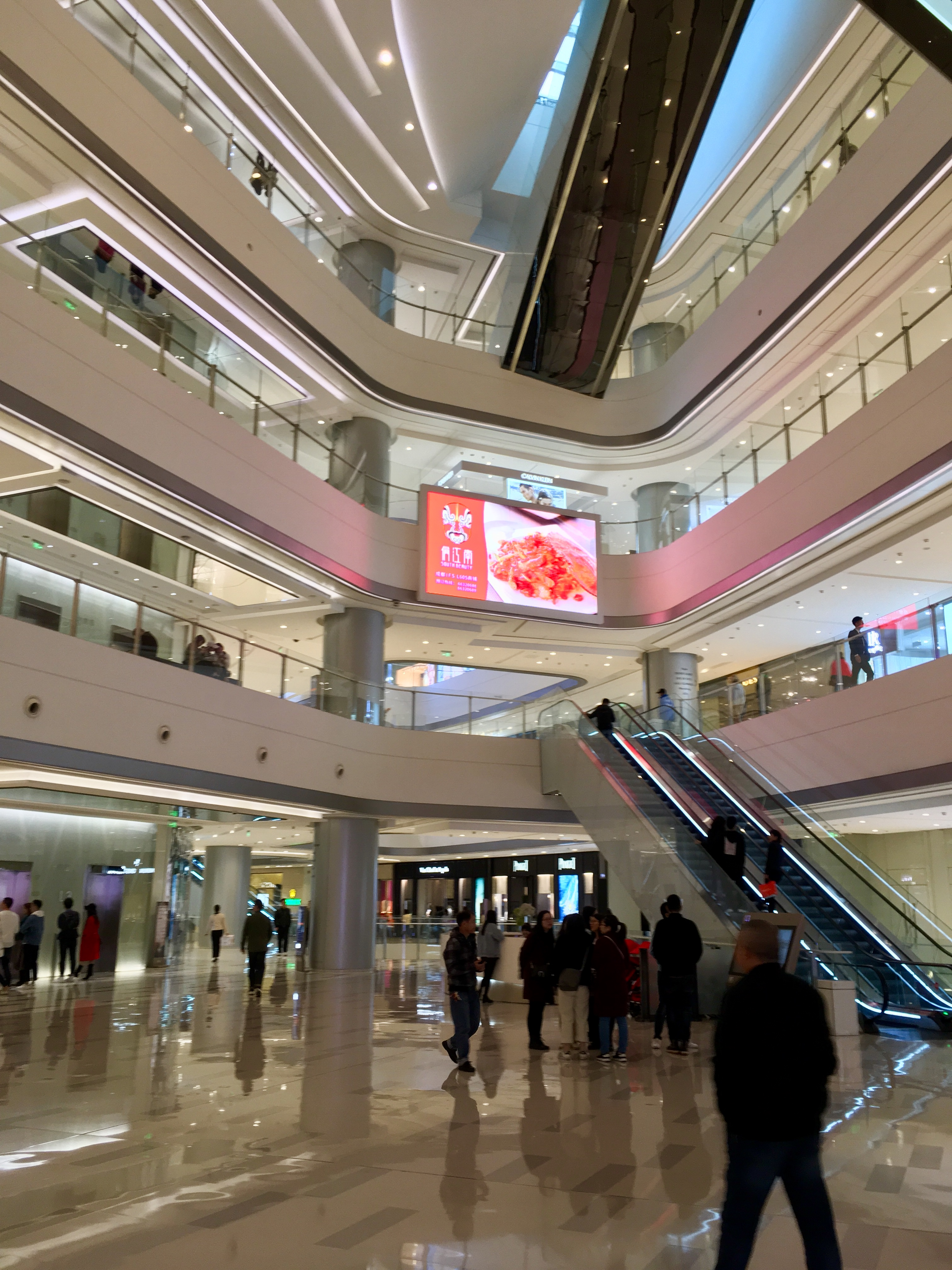
3楼直通扶梯入口广场
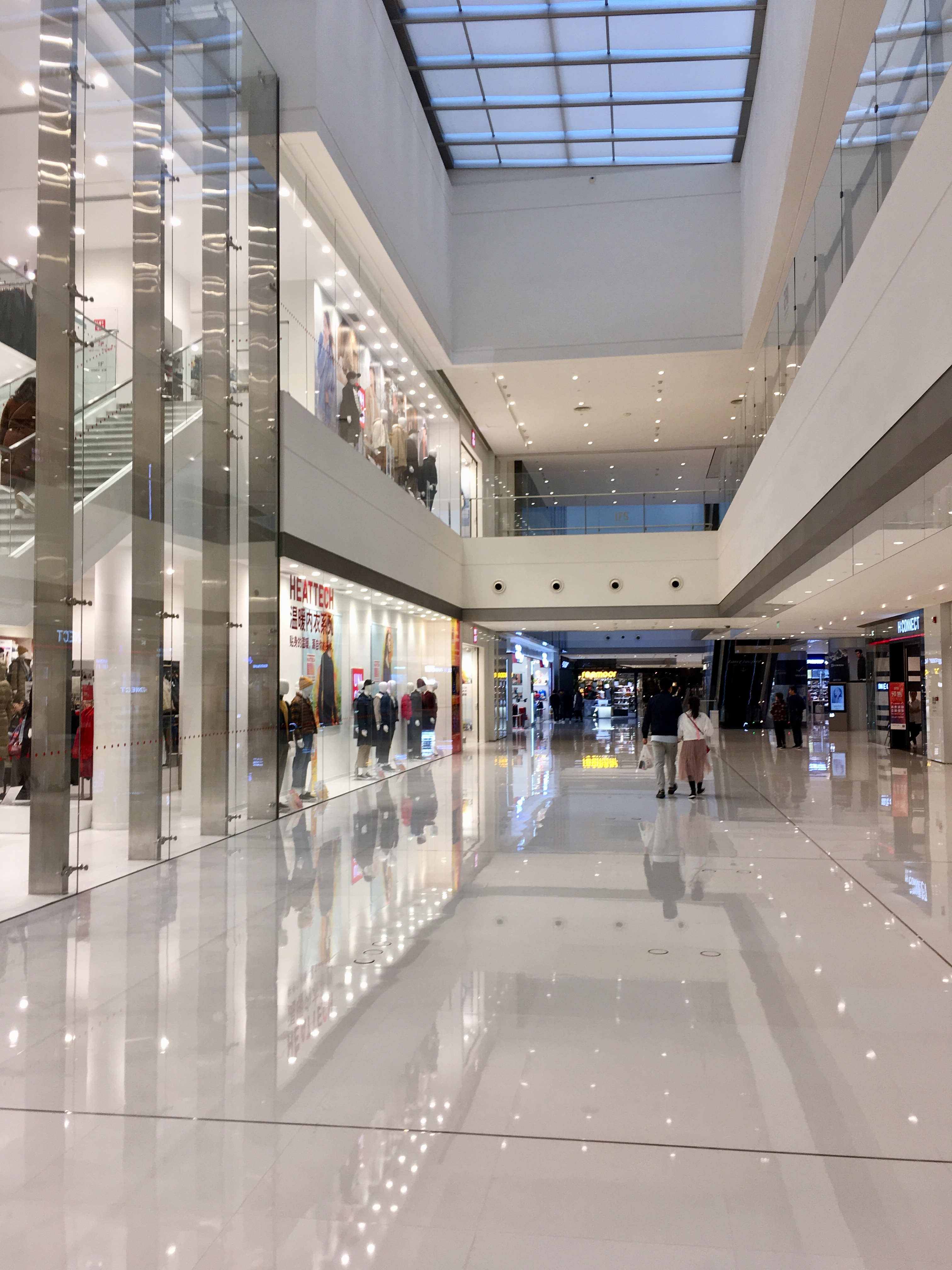
5楼“天空区”双层购物街
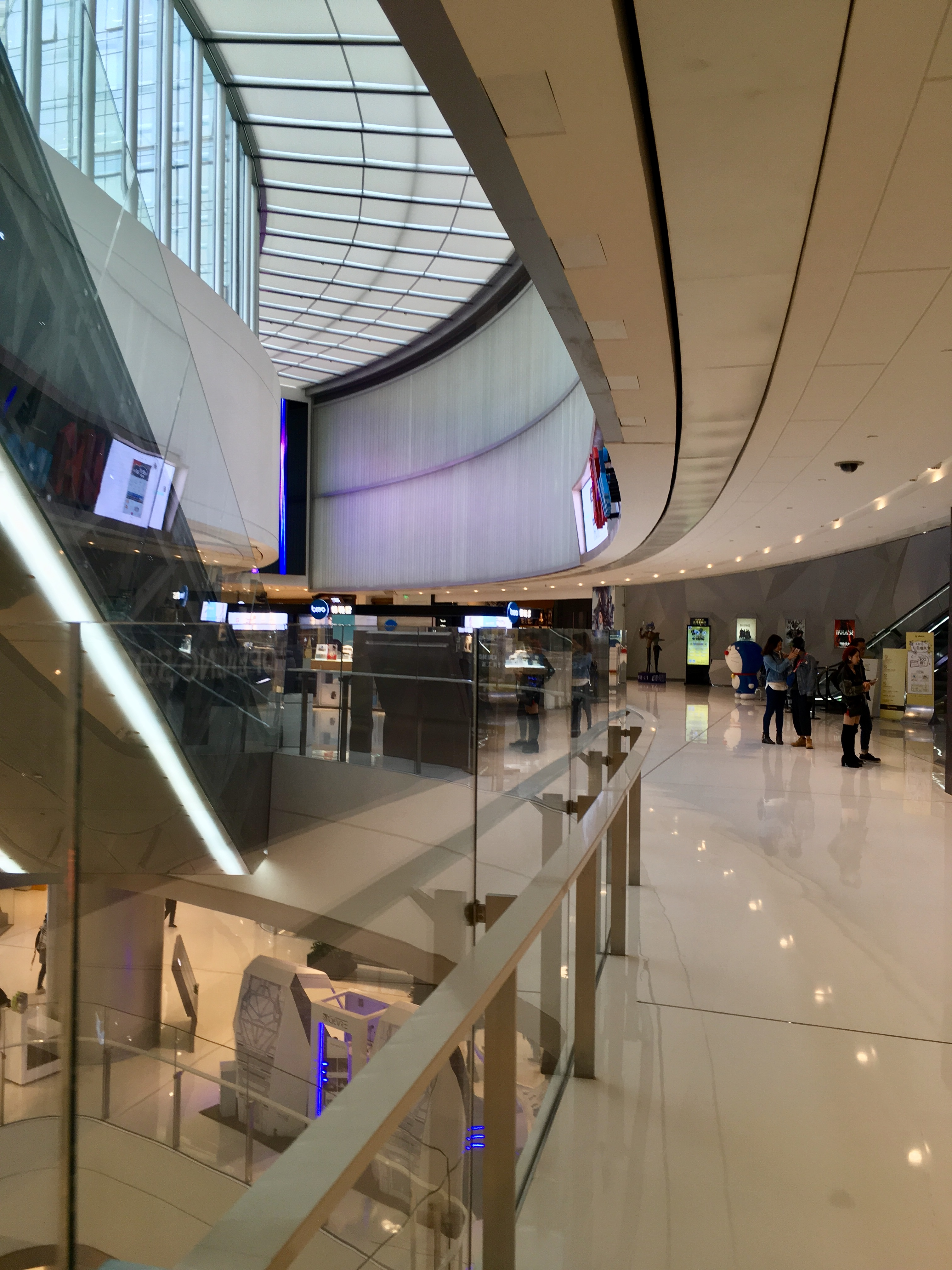
6楼电影院与连接扶梯
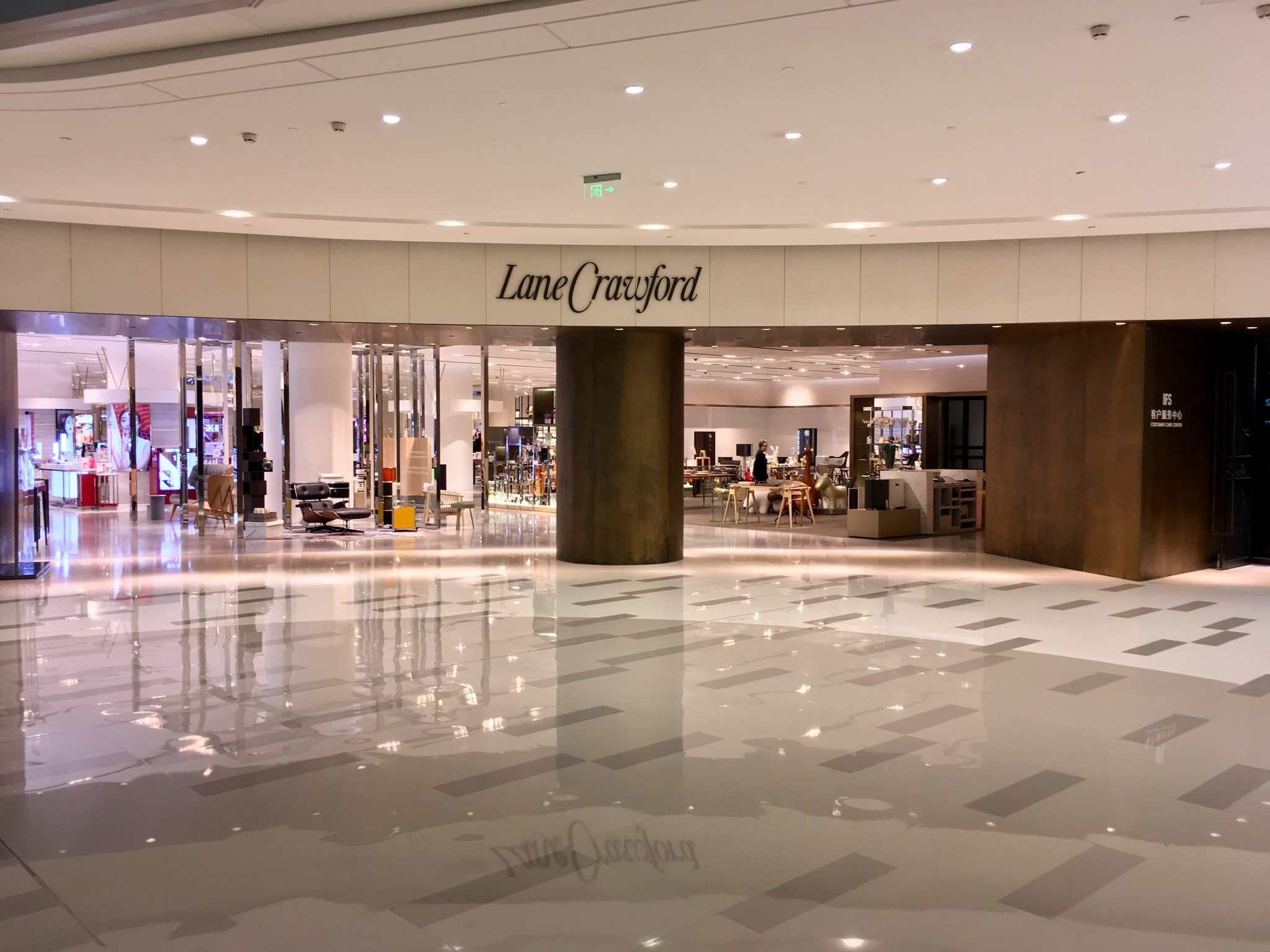
连卡佛百货成都店

“I am Here”雕像与雕塑花园
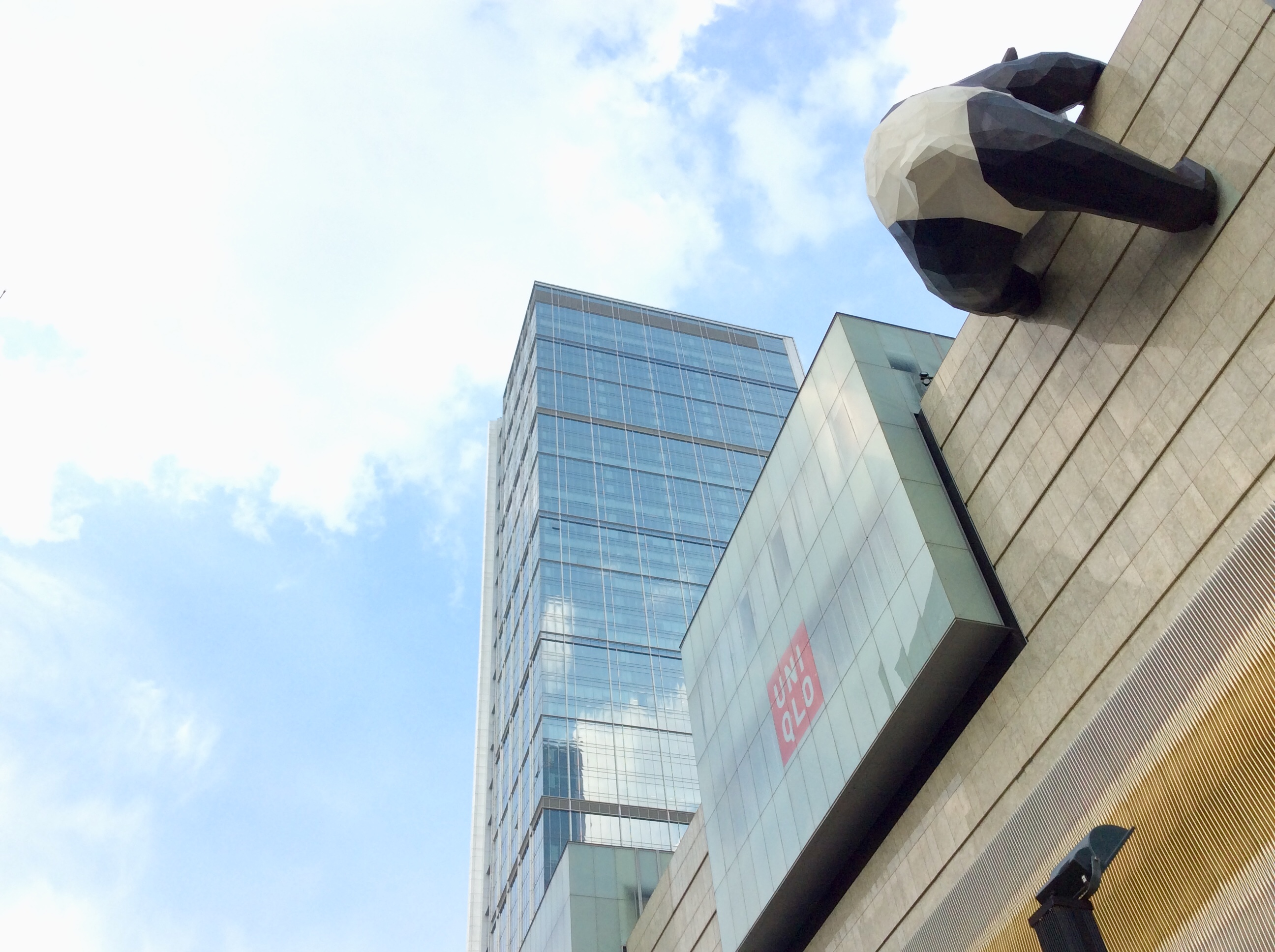
雕塑背面
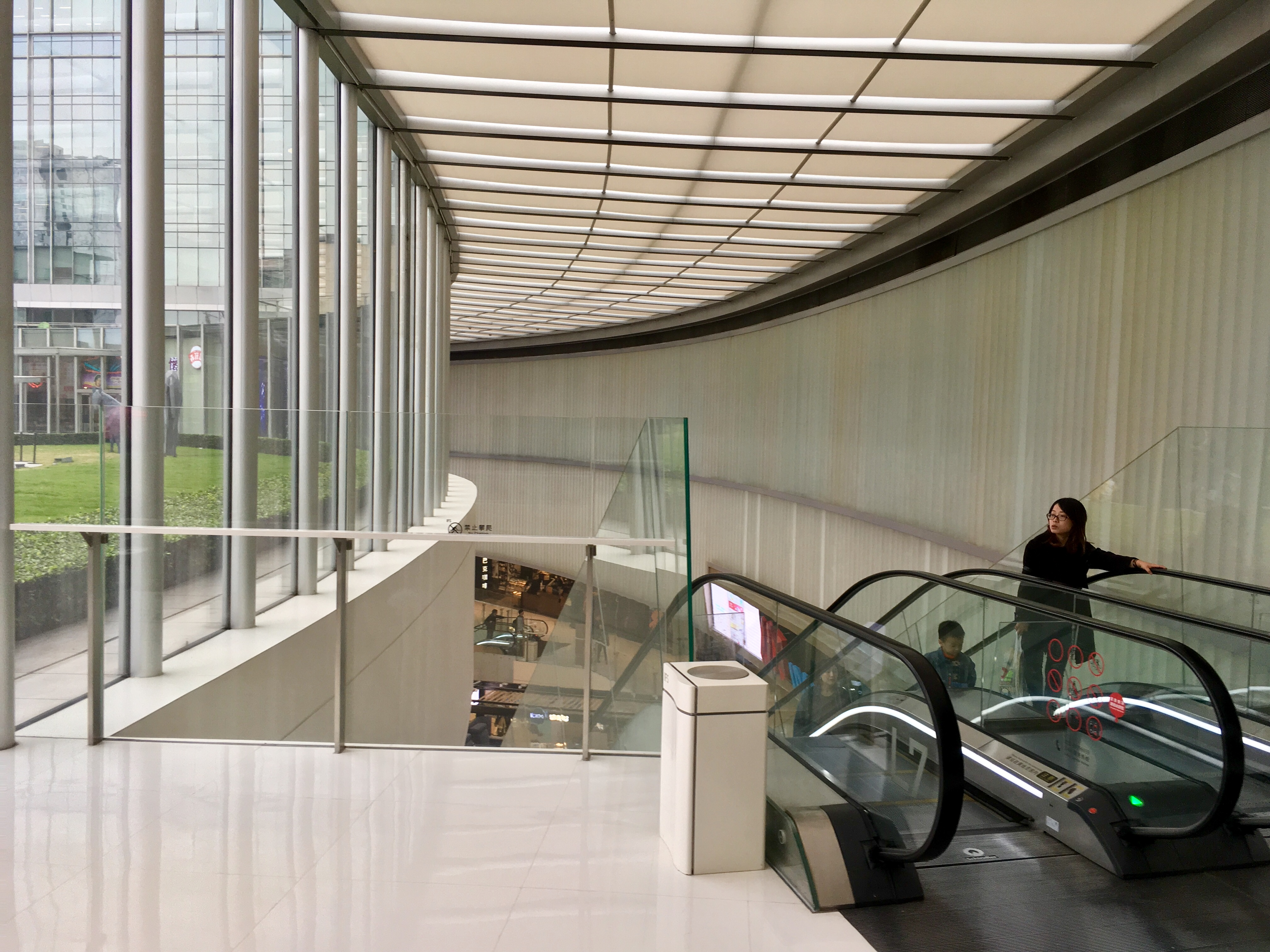
雕塑花园入口处
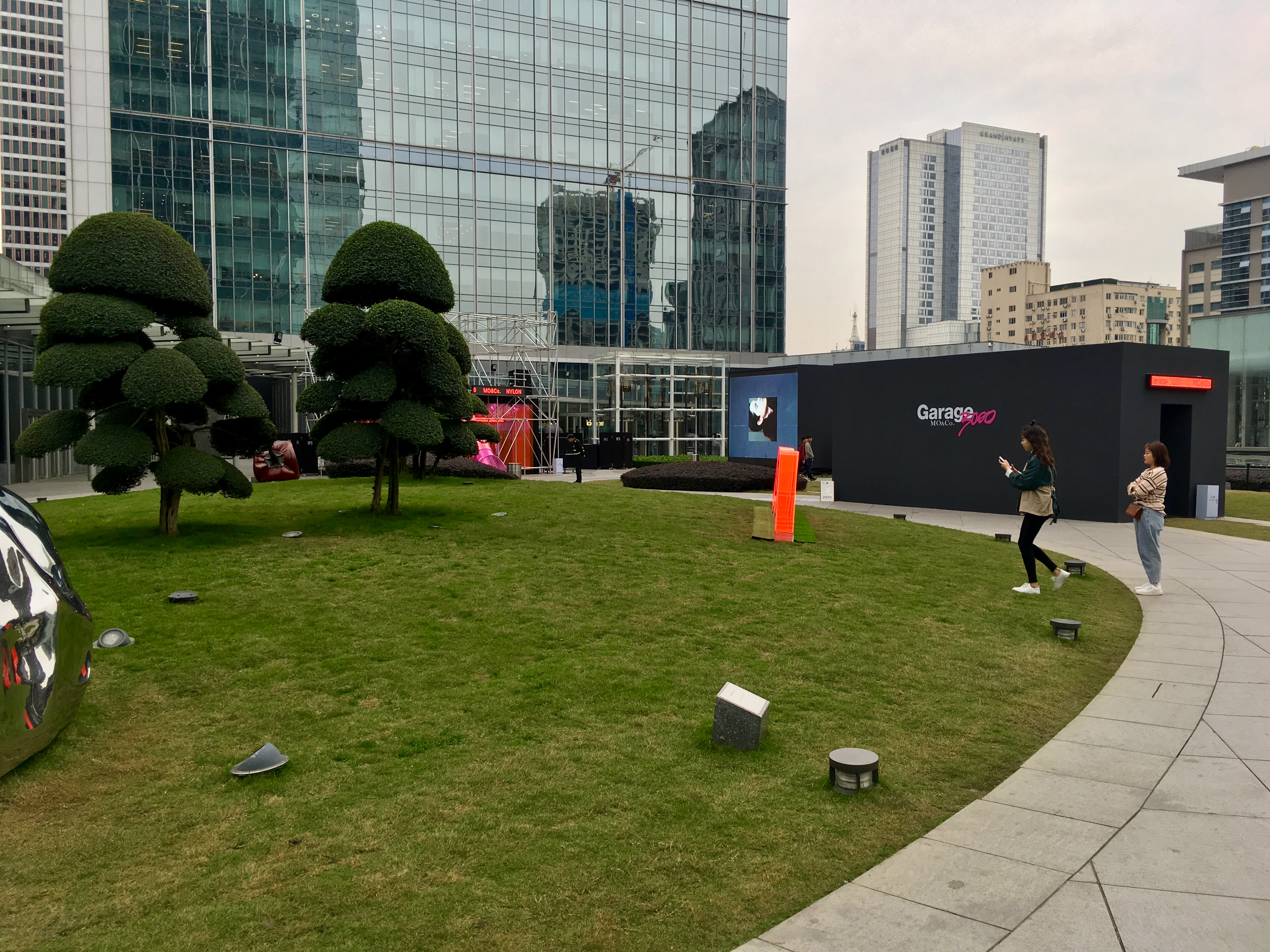
7楼雕塑花园